# Eulophia clandestina
Eulophia clandestina là một loài thực vật có hoa trong họ Lan. Loài này được (Börge Pett.) Bytebier mô tả khoa học đầu tiên năm 2008.